# Флаг Константиновки
Городской флаг Константиновки — официальный символ города Константиновка Донецкой области. Утверждён 20 апреля 2000 года решением №16/4 сессии городского совета.

## Описание
Прямоугольное полотнище с соотношением сторон 2:3 состоит из двух горизонтальных равновеликих полос — красной и зелёной, от середины полотнища к свободным краям идёт синий треугольник, на верхней полосе в древковой части белый фонтан, окаймленный венком из ветвей, окутанным синей лентой.